# Star+
Star+ (stilisiert als ST★R+) ist ein eigenständiger Over-the-top-Onlinevideothek- und Video-on-Demand-Dienst der Walt Disney Company, welcher am 31. August 2021 in ausgewählten Ländern in Lateinamerika und der Karibik an den Start ging. Der Streamingdienst richtet sich vor allem an eine jugendliche und erwachsene Zielgruppe und bietet neben Serien, Filmen, Reality-Shows und Dokumentationen, auch Live-Sport und dazugehörige Berichterstattungen an.

## Geschichte
Die Marke Star (ein Akronym für Satellite Television Asian Region) stammt ursprünglich von einem Satellitenfernsehsenderbetreiber mit Sitz in Hongkong, der ab 1991 unter diesem Namen sendete und 1993 von der früheren News Corporation übernommen wurde. Nach 2009 beschränkte sich die Marke Star im Wesentlichen auf die inzwischen in separatem Besitz befindliche Star China Media sowie auf das Unternehmen Star India, welches vor allem in Indien tätig ist, aber auch Inhalte weltweit vermarktet, die sich vornehmlich an Zuschauer indischer Abstammung richten. Die restlichen Unternehmensteile von Star Asia Pacific wurden später in die Abteilung Fox International Channels eingegliedert. Star India (sowie alle Abteilungen der heutigen Fox Networks Group im asiatisch-pazifischen Raum) kamen am 20. März 2019 im Rahmen der Übernahme von 21st Century Fox in den Besitz der Walt Disney Company.
Am 4. August 2020 verkündete der Disney-CEO Bob Chapek während der vierteljährlichen Telefonkonferenz, dass Disney für 2021 plant, einen internationalen Streamingdienst unter der Marke Star zu starten, der anders als Disney+ hauptsächlich Inhalte für Jugendliche und Erwachsene anbieten soll. Diese Ankündigung löste einen zuvor vorgestellten Plan ab, den amerikanischen Streaming-Dienst Hulu in weiteren Märkten einzuführen, was zuvor nur in Japan gesehen ist. Bob Chapek begründete diesen Schritt damit, dass die Marke Hulu außerhalb der USA keinen großen Bekanntheitsgrad hätte, und er ein größeres Potential in der Marke Star sieht, die vor allem in Übersee bekannter ist.
Disney kündigte Star+ und Star offiziell am 10. Dezember 2020 auf seinem Investorentag an. Während dieser Veranstaltung wurde bekanntgegeben, dass Star ein eigener Bereich innerhalb von Disney+ wird, der durch eine Kindersicherung geschützt wird. Star+ übernimmt eine ähnliche Funktion, mit dem Unterschied, dass es als eigenständiger Streamingdienst, neben einer höheren Schlagzahl an Inhalten, auch das Sportangebot von ESPN und die zugehörige Berichterstattungen sowie themenbezogene Sendungen zur Verfügung stellt.
Bereits am 22. Februar 2021 wurde in Lateinamerika im Zuge der Markenvereinheitlichung die Umbenennung aller FOX-Sender in STAR durchgeführt. Kurze Zeit darauf, wurde die Produktionsabteilung Buena Vista Original Productions der Walt Disney Company Lateinamerika offiziell in Star Original Productions umbenannt.
Im April 2021 sah sich Disney in Brasilien, Argentinien und Mexiko einen Markenstreit wegen der Nutzung der Marke Star(+) in Lateinamerika mit Starz Entertainment (Starzplay) bzw. seinen Mutterkonzern Lionsgate gegenüber. The Wrap berichtete, dass Disney fünf Tage Zeit hatte, um auf die brasilianische Klage zu reagieren. Aus diesem Grund gab Disney am 13. Mai 2021 bekannt, dass der Starttermin von Star+ in Lateinamerika auf den 31. August 2021 verschoben wird.
Eine Woche später gewann Disney in erster Instanz vor dem Gericht in Brasilien und durfte die Marke vorerst verwenden. Im Juli 2021 ging Lionsgate erfolgreich in Berufung und gewann diese Instanz im Namensstreits mit Disney. Im August 2021 haben Disney und Starz eine Einigung bei der Markennutzungsfrage erzielt, wodurch es Disney möglich war, zum einen die Marke Star(+) in Brasilien zu verwenden, und zum anderen den Launch von Star+ in Lateinamerika wie geplant am 31. August 2021 durchzuführen. Die Klage wurde nach der Einigung fallen gelassen.

## Inhalte

### Allgemein
Star+ bietet eine breite Auswahl an Serien, Filmen, Reality-Shows und Dokumentationen für eine jugendliche und erwachsene Zielgruppe aus den Archiven der hauseigenen Firmen, Marken und Unternehmen von Disney an, zu denen FX, National Geographic, Freeform, Hulu, ABC Signature, 20th Television, 20th Century Studios, Searchlight Pictures, Touchstone Pictures, Hollywood Pictures und ESPN Films zählen, hat aber auch Produktionen von Fremdlizenzgebern wie Sony, NBCUniversal oder Lionsgate im Angebot. Hinzu kommen lokale lateinamerikanische Produktionen, die zumeist aus den Archiven von Disney und dem ehemaligen Medienunternehmen 21st Century Fox stammen.

### Star+ Originals
Bei Star+ Originals handelt es sich um lokale Eigenproduktionen des Streamingdienstes, die exklusiv für diesen erstellt werden. Zusätzlich werden ausgewählte Eigenproduktionen von Star aus aller Welt ins Angebot von Star+ aufgenommen.

### Exklusive Inhalte
Viele Produktionen, bei denen die lokale Erstveröffentlichung durch Star+ erfolgt, werden vom Streamingdienst selbst als Star Original oder Star Exklusiv beworben und angeboten. Diese Produktionen stammen größtenteils von den Streamingdiensten (wie Hulu, ESPN+ und FX on Hulu) und TV-Sendern (wie ABC, Freeform, FX, ESPN und National Geographic) der Walt Disney Company. Vereinzelt befinden sich auch Produktionen von Fremdlizenzgebern (wie Sony oder NBCUniversal) darunter.

### Sport
Star+ bietet eine Auswahl an verschiedenen Sportarten, darunter Fußball, Tennis, Basketball, Motorradsport, Radsport, American Football, Rugby und Golf, im Live-Streaming an. So werden beispielsweise die US Open Polo Championship übertragen.
Im Anschluss stehen viele Übertragungen als VOD zur Verfügung. Dabei variiert die Länge der Verfügbarkeit je nach Sportart. Durchschnittlich kann dieser Zeitraum zwischen wenigen Stunden und 30 Tage liegen. Zusätzlich stehen diverse Sportnachrichtensendungen, Talkshows und weitere themenbezogene Formate von ESPN zum Abruf bereit. Diese sind durchschnittlich 7 Tage lang verfügbar. Außerdem können diverse Filme, Dokumentationen und Dokumentarserien von ESPN dauerhaft über Star+ gestreamt werden.

## Internationale Veröffentlichung
| Tag der Einführung | Region(en)                         | Land / Territorium      |
| ------------------ | ---------------------------------- | ----------------------- |
| 31. August 2021    | Nordamerika Zentralamerika Karibik | Costa Rica              |
| 31. August 2021    | Nordamerika Zentralamerika Karibik | Dominikanische Republik |
| 31. August 2021    | Nordamerika Zentralamerika Karibik | El Salvador             |
| 31. August 2021    | Nordamerika Zentralamerika Karibik | Guatemala               |
| 31. August 2021    | Nordamerika Zentralamerika Karibik | Honduras                |
| 31. August 2021    | Nordamerika Zentralamerika Karibik | Mexiko                  |
| 31. August 2021    | Nordamerika Zentralamerika Karibik | Nicaragua               |
| 31. August 2021    | Nordamerika Zentralamerika Karibik | Panama                  |
| 31. August 2021    | Südamerika                         | Argentinien             |
| 31. August 2021    | Südamerika                         | Bolivien                |
| 31. August 2021    | Südamerika                         | Brasilien               |
| 31. August 2021    | Südamerika                         | Chile                   |
| 31. August 2021    | Südamerika                         | Kolumbien               |
| 31. August 2021    | Südamerika                         | Ecuador                 |
| 31. August 2021    | Südamerika                         | Paraguay                |
| 31. August 2021    | Südamerika                         | Peru                    |
| 31. August 2021    | Südamerika                         | Uruguay                 |
| 31. August 2021    | Südamerika                         | Venezuela               |